# Base aérienne de l'OTAN de Geilenkirchen
Pour les articles homonymes, voir GKE.
L'aéroport militaire Geilenkirchen (code IATA : GKE • code OACI : ETNG) est situé sur les communes allemandes de Gangelt et Geilenkirchen.
Elle abrite depuis 1980 la NATO Airborne Early Warning Force.